# Prima di morire. Appunti e note di lettura
Prima di morire. Appunti e note di lettura è una raccolta delle citazioni preferite di Ernesto Guevara. Questa raccolta è stata redatta prendendo il materiale facente parte dei taccuini del Che.

## Tematica
Il libro si apre con delle poesie di Rubén Darío, poeta molto stimato dal rivoluzionario. Successivamente si possono trovare citazioni di molte figure storiche o sociologi, come Charles Wright Mills. Nell'avanzare del testo si incontrano frasi tratte dagli scritti di Rosa Luxemburg, di Lenin, di Lev Trockij, Stalin, Karl Marx, Friedrich Engels e il compagno di rivoluzione Fidel Castro.

## Edizioni
- Ernesto Guevara, Prima di morire. Appunti e note di lettura, traduzione di Traduttori vari, Feltrinelli, 2005,  p. 102, ISBN 88-07-81491-9.